# Svartstrupig gärdsmyg
Svartstrupig gärdsmyg (Pheugopedius atrogularis) är en fågel i familjen gärdsmygar inom ordningen tättingar.

## Utbredning och systematik
Fågeln förekommer i karibiska låglänta områden från östra Nicaragua till västra Panama. Den behandlas som monotypisk, det vill säga att den inte delas in i några underarter.
Tidigare placerades den i släktet Thryothorus, men DNA-studier visar att arterna i släktet inte är varandras närmaste släktingar.

## Status
Trots det begränsade utbredningsområdet och att den tros minska i antal anses beståndet vara livskraftigt av internationella naturvårdsunionen IUCN. 